# 蕭乾 (南朝)
蕭乾（500年—567年），字思惕，南蘭陵郡蘭陵人，南北朝南梁、南陳官員。是南齊豫章文獻王蕭嶷之孫，父親是南梁秘書監蕭子範，兄長蕭滂、蕭確。

## 生平
蕭乾儀容典雅，個性恬淡，擅長隸書，得到叔父蕭子雲的技巧。九歲時，他獲召補為國子周易生，其時司空袁昂擔任祭酒，很敬重他；十五歲得推舉明經，擔任東中郎湘東王蕭繹的法曹參軍，遷任太子舍人。建安侯蕭正立出鎮南豫州，又改任錄事參軍，累遷中軍宣城王蕭大器的中錄事諮議參軍。侯景平定後，陳霸先鎮守南徐州，引薦蕭乾為貞威將軍、司空從事中郎，轉任中書侍郎、太子家令。永定元年（557年）南陳建立，蕭乾除授給事黃門侍郎，其時熊曇朗在豫章，周迪在臨川，留異在東陽，陳寶應在晉安，他們互相連結，各地豪帥往往設置欄柵自保；陳霸先很是擔心之，就命令他出使宣召大勢，同時留意他們的虛實。臨行前，陳霸先蕭乾說：「建晉倚仗險要，最容易作亂，現在天下初定，不容易出兵。以前陸賈南征、趙佗歸順；隨何來使、黥布臣服，他們的節操彷彿近在眼前，何況你舉止優雅，才能比前人高，應該盡力建下功名，無需勞動軍隊。」他到達各地方將令的根據地後，就說明當時的局面，所有渠帥也率領部眾誠心歸附。同年，他獲授貞威將軍、建安太守。
天嘉二年（561年），留異造反，陳寶應派兵協助，又資助周迪兵糧，侵犯臨川，逼近建安。蕭乾獨自在建安郡，沒有兵卒，無法守住建安，就棄郡躲避陳寶應。當時閩中的地方長官都被陳寶應脅迫，受他選用，只有蕭乾不屈服，搬到郊野斷絕人事。陳寶應平定後，他投靠都督章昭達，章昭達將蕭乾的事上告朝廷，陳文帝很是欣賞，超授五兵尚書。光大元年（567年）他去世，諡靜子。

## 引用
1. ↑  《梁書·卷三十一·列傳第二十五》：袁昂字千里，陳郡陽夏人。……七年，除國子祭酒，兼僕射如故，領豫州大中正。
2. 1 2 3  《陳書·卷二十五·列傳第十九》：蕭乾字思惕，蘭陵人也。祖嶷，齊丞相豫章文獻王。父子範，梁祕書監。乾容止雅正，性恬簡，善隸書，得叔父子雲之法。年九歲，召補國子周易生，梁司空袁昂時為祭酒，深敬重之。十五，舉明經。釋褐東中郎湘東王法曹參軍，遷太子舍人。建安侯蕭正立出鎮南豫州，又板錄事參軍。累遷中軍宣城王中錄事諮議參軍。侯景平，高祖鎮南徐州，引乾為貞威將軍、司空從事中郎。遷中書侍郎、太子家令。
3. 1 2  《南史·卷四十二·列傳第三十二》：滂弟乾字思惕，容止雅正，性恬簡，善隸書，得叔父子雲之法。九歲，補國子周易生，祭酒袁昂深敬重之。仕梁為宣城王諮議參軍。陳武帝鎮南徐州，引為司空從事中郎。
4. ↑  《陳書·卷二十五·列傳第十九》：永定元年，除給事黃門侍郎。是時熊曇朗在豫章，周迪在臨川，留異在東陽，陳寶應在建、晉，共相連結，閩中豪帥，往往立砦以自保，高祖甚患之，乃令乾往使，諭以逆順，并觀虛實。將發，高祖謂乾曰：「建、晉恃嶮，好為姦宄，方今天下初定，難便出兵。昔陸賈南征，趙佗歸順，隨何奉使，黥布來臣，追想清風，髣彿在目。況卿坐鎮雅俗，才高昔賢，宜勉建功名，不煩更勞師旅。」乾既至，曉以逆順，所在渠帥並率部眾開壁款附。其年，就除貞威將軍、建安太守。
5. ↑  《南史·卷四十二·列傳第三十二》：及受命，永定元年，除給事黃門侍郎。時熊曇朗在豫章，周迪在臨川，留異在東陽，陳寶應在建安，共相連結，閩中豪帥，立柴自保。武帝患之，令乾往，諭以逆順，謂曰：「昔陸賈南征，趙他歸順；隨何奉使，黥布來臣。追想清風，髣佛在目，卿宜勉建功名，不煩更勞師旅。」乾至，示以逆順，所在款附。其年，就除建安太守。
6. ↑  《陳書·卷二十五·列傳第十九》：天嘉二年，留異反，陳寶應將兵助之，又資周迪兵糧，出寇臨川，因逼建安。乾單使臨郡，素無士卒，力不能守，乃棄郡以避寶應。時閩中守宰，並為寶應迫脅，受其署置，乾獨不為屈，徙居郊野，屏絕人事。及寶應平，乃出詣都督章昭達，昭達以狀表聞，世祖甚嘉之，超授五兵尚書。光大元年卒，謚曰靜子。
7. ↑  《南史·卷四十二·列傳第三十二》：天嘉二年，留異反，陳寶應助之，又資周迪兵糧，出寇臨川，因逼建安。乾單使臨郡，不能守，乃棄郡以避寶應。時閩中宰守並受寶應署置，乾獨不屈，徙居郊野。及寶應平，都督章昭達以聞，文帝甚嘉之，超授五兵尚書。卒，諡靜子。

## 延伸阅读
[在维基数据编辑]
 《陳書·卷21》，出自姚思廉《陳書》